# Alexandre de Alexandris
Alexandre de Alexandris, B. (falecido em 10 de outubro de 1738) serviu como Vigário Apostólico de Cochinchina (1728–1738) e Vigário Apostólico Coadjutor de Cochinchina (1725–1728).

## Biografia
Alexandre de Alexandris foi ordenado sacerdote nos Clérigos Regulares de São Paulo. A 22 de dezembro de 1725, o Papa Bento XIII nomeou-o Vigário Apostólico Coadjutor de Cochinchina e Bispo Titular de Nabala. Em 1726, foi consagrado bispo por François Perez, Vigário Apostólico de Cochinchina. No dia 20 de setembro de 1728, sucedeu ao Vigário Apostólico de Cochinchina. A 10 de outubro de 1738, Alexandris faleceu. Foi sucedido por Arnaud-François Lefèbvre.
Foi o consagrador principal de Valerian Rist, OFM, vigário coadjutor de Conchinchina (1737).